# Petersilienkartoffeln

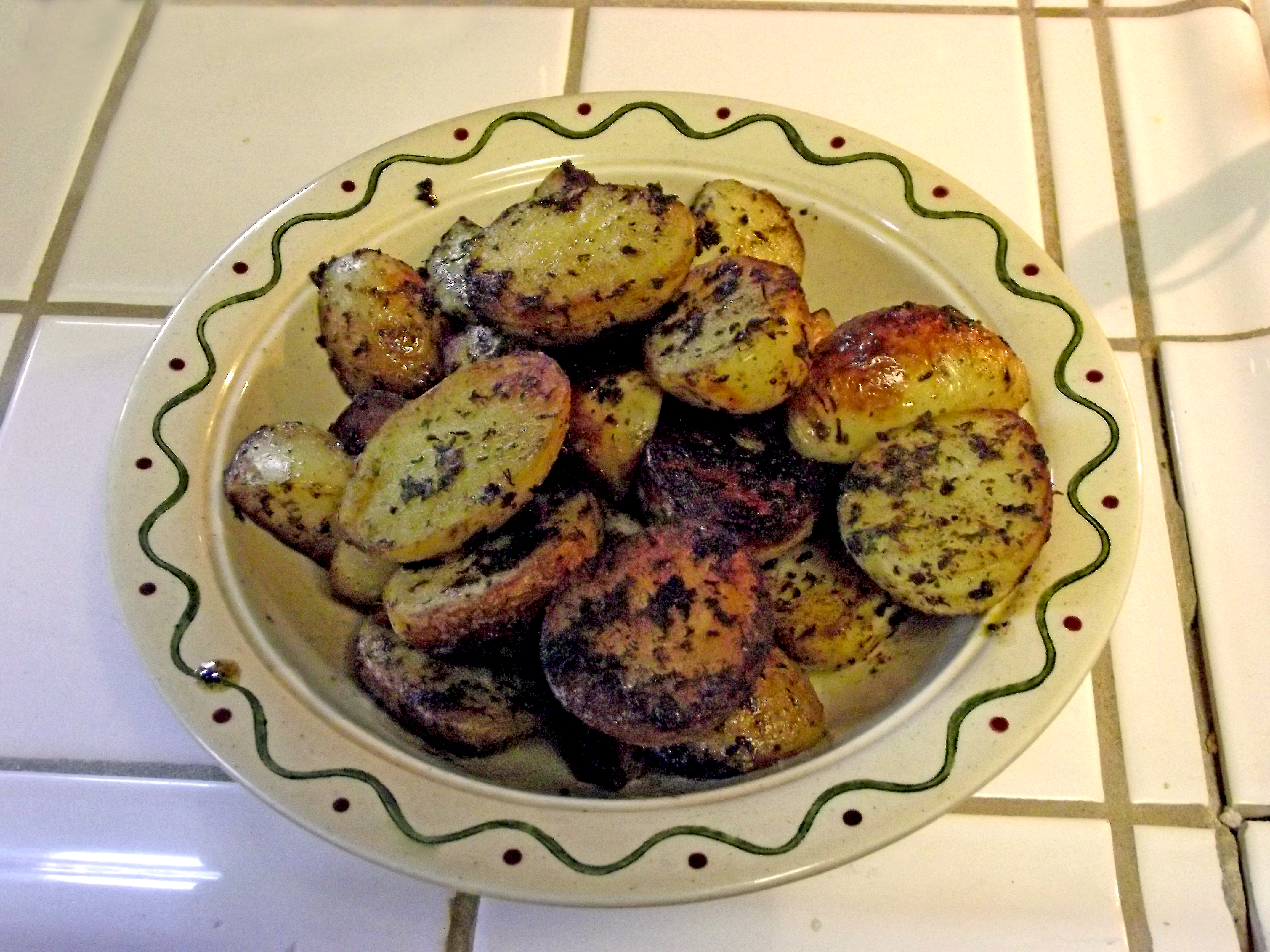
Petersilienkartoffeln (Variante 2)

Petersilienkartoffeln, in Österreich auch Petersilerdäpfel, in der Schweiz Peterlikartoffeln sind eine Beilage der klassischen Küche aus Kartoffeln, Petersilie und Butter.
Für die Zubereitung gibt es zwei Varianten:
1. Gleichmäßige, kleine Kartoffeln als Salzkartoffeln zubereiten, mit zerlassener Butter überziehen und reichlich mit gehackter Petersilie bestreuen. In dieser Form ähneln sie den Dillkartoffeln.
2. Kleine Kartoffeln möglichst rund schälen, in Butter rundherum goldbraun braten, in Fleischbrühe mit reichlich Petersilie zu Ende garen, ohne die Brühe mit gehackter Petersilie bestreut servieren.